# 傑克·塞科斯基
傑克·塞科斯基（原名小约瑟夫·约翰·塞科斯基，1948年7月26日—1999年5月1日）是一名美国古生物学家，芝加哥大学教授，专攻化石记录中的生命多样性，曾和同事大卫·劳普一起对灭绝事件进行了大量研究。